# Cực khoái giả
Cực khoái giả là hành động làm ra vẻ có cực khoái nhưng thực sự là không có. Người ta thường làm một số cử chỉ, phát ra tiếng và cố tình làm giống như vừa xuất ra dịch, những thứ điển hình xảy ra ở cực khoái thật. Họ cũng có thể dùng một số lời nói để tỏ ra là có cực khoái.

## Lý do
Trong quan hệ tình dục, không phải lúc nào cũng có cực khoái một cách dễ dàng. Ở cả nam và nữ, tình trạng không đạt được cực khoái gọi là rối loạn chức năng tình dục. Điều này do nhiều nguyên nhân trong đó bao gồm lo lắng, mệt mỏi, trầm cảm và các nguyên nhân liên quan đến tình dục như lo lắng hay sợ sệt quan hệ sẽ gây đau đớn, sợ có thai hoặc không có ham muốn đối với bạn tình hoặc cảm thấy tình thế không phù hợp. Nguyên nhân khác có thể là sử dụng ma túy, rượu bia hoặc chất kích thích khác hoặc là do tác dụng phụ của thuốc điều trị.
Người ta giả cực khoái vì nhiều lý do chẳng hạn như bạn tình của họ muốn họ có cực khoái nhưng họ không thể hoặc khi họ muốn dừng làm tình nhưng không muốn nói cho bạn tình biết. Cực khoái giả thường có ở phụ nữ nhưng cũng xảy ra ở nam giới. Trong quan hệ nam nữ, người nữ giả cực khoái để chiều lòng người nam hoặc cảm thấy xấu hổ vì yếu trong tình dục. Người ta cũng giả cực khoái để biểu diễn hay biểu lộ khi làm tình qua điện thoại hay trong các phim ảnh khiêu dâm.
Phụ nữ thường khó đạt cực khoái hơn nam giới cho nên giả cực khoái thường xảy ra ở phụ nữ. Hầu hết phụ nữ cần được kích thích âm vật để đạt cực khoái. Nhưng không phải tất cả các tư thế quan hệ đều có thể kích thích âm vật được.
Những nhà hoạt động vì quyền phụ nữ chỉ ra rằng giả cực khoái ở phụ nữ là dấu hiệu gia trưởng trong tình dục của người đàn ông. Nếu trong một xã hội chỉ công nhận khoái cảm tình dục của người đàn ông, phụ nữ thường cảm thấy bị áp lực trong những hành vi tình dục đem lại khoái cảm cho nam giới mà họ thì không. Trong một cuộc thảo luận năm 1967, phụ nữ cho rằng họ giả cực khoái là phản ứng lại những áp lực mà người đàn ông gây cho họ.

## Thông tin đại chúng
Trong bộ phim truyền hình hài nổi tiếng Seinfeld, Elain, người bạn gái cũ của Jerry, đã thú nhận rằng cô đã giả vờ trong tất cả các lần làm tình với anh. Điều này đã làm Jerry cảm thấy bị ức chế vì không làm cô thỏa mãn và xin cơ hội thực hiện lại. Điều thú vị nữa là Krammer, một nhân vật nam, cũng nói một cách không giấu giếm rằng mình đã từng giả vờ.